# تامونینگ
تامونینگ (به انگلیسی: Tamuning, Guam) یک روستا در کشور گوآم است. فرودگاه بین‌المللی انتونیو بی وان پت در نزدیکی این روستا قرار دارد.

## خصوصیات
تامونینگ  ۱۹٬۶۸۵ نفر جمعیت دارد.

## نگارخانه

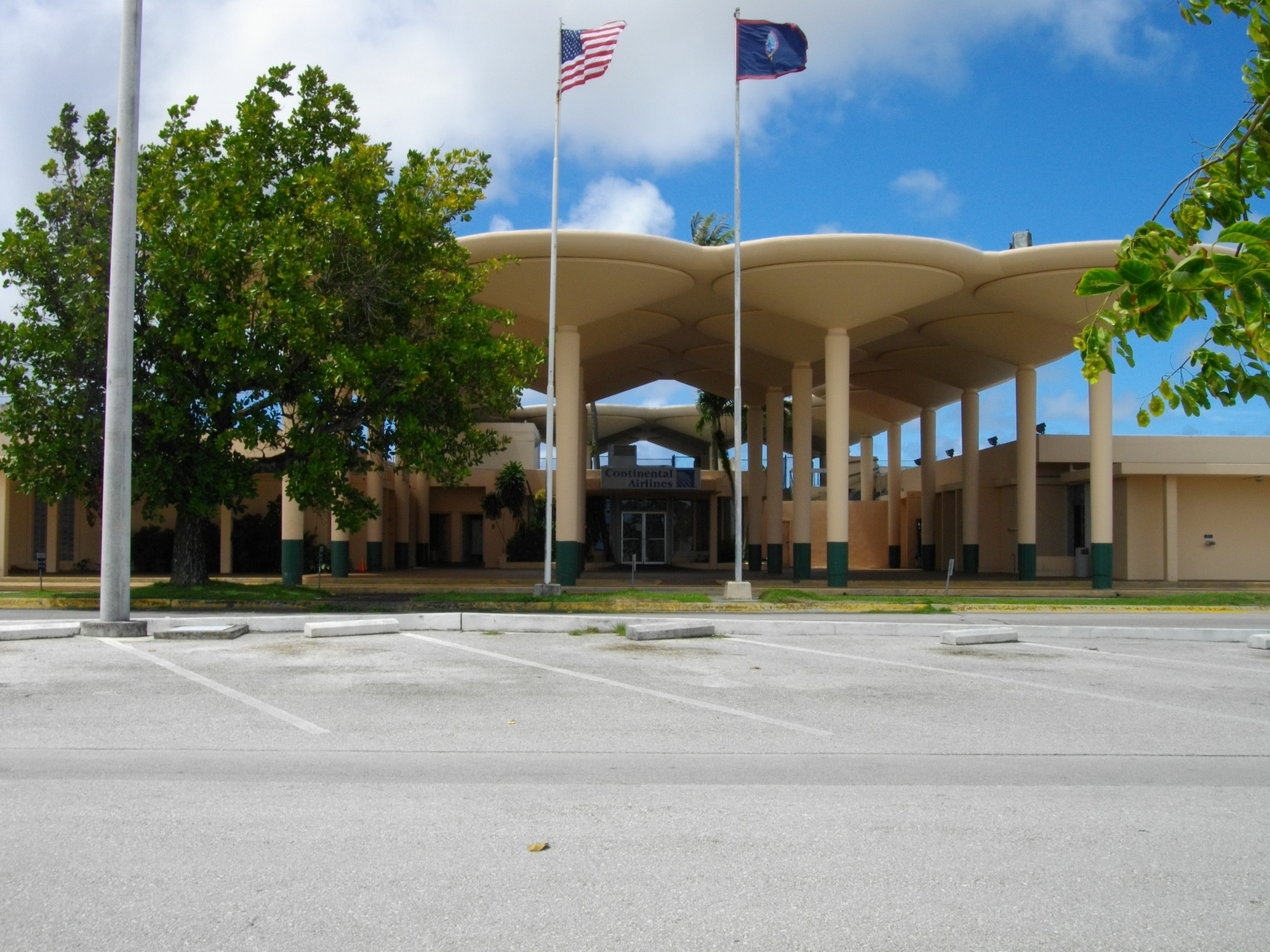
فرودگاه بین‌المللی انتونیو بی وان پت
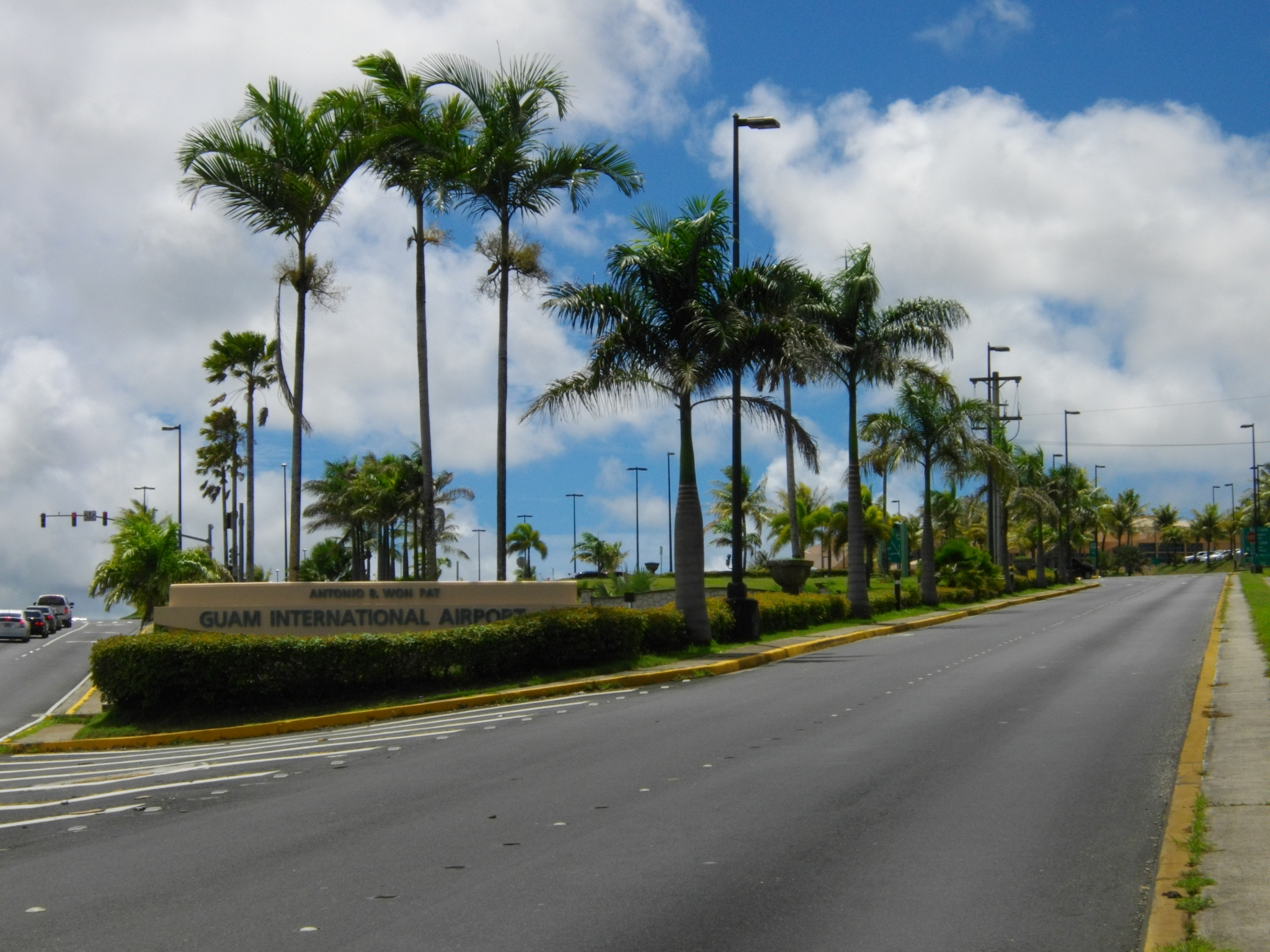
ورودی فرودگاه بین‌المللی انتونیو بی وان پت
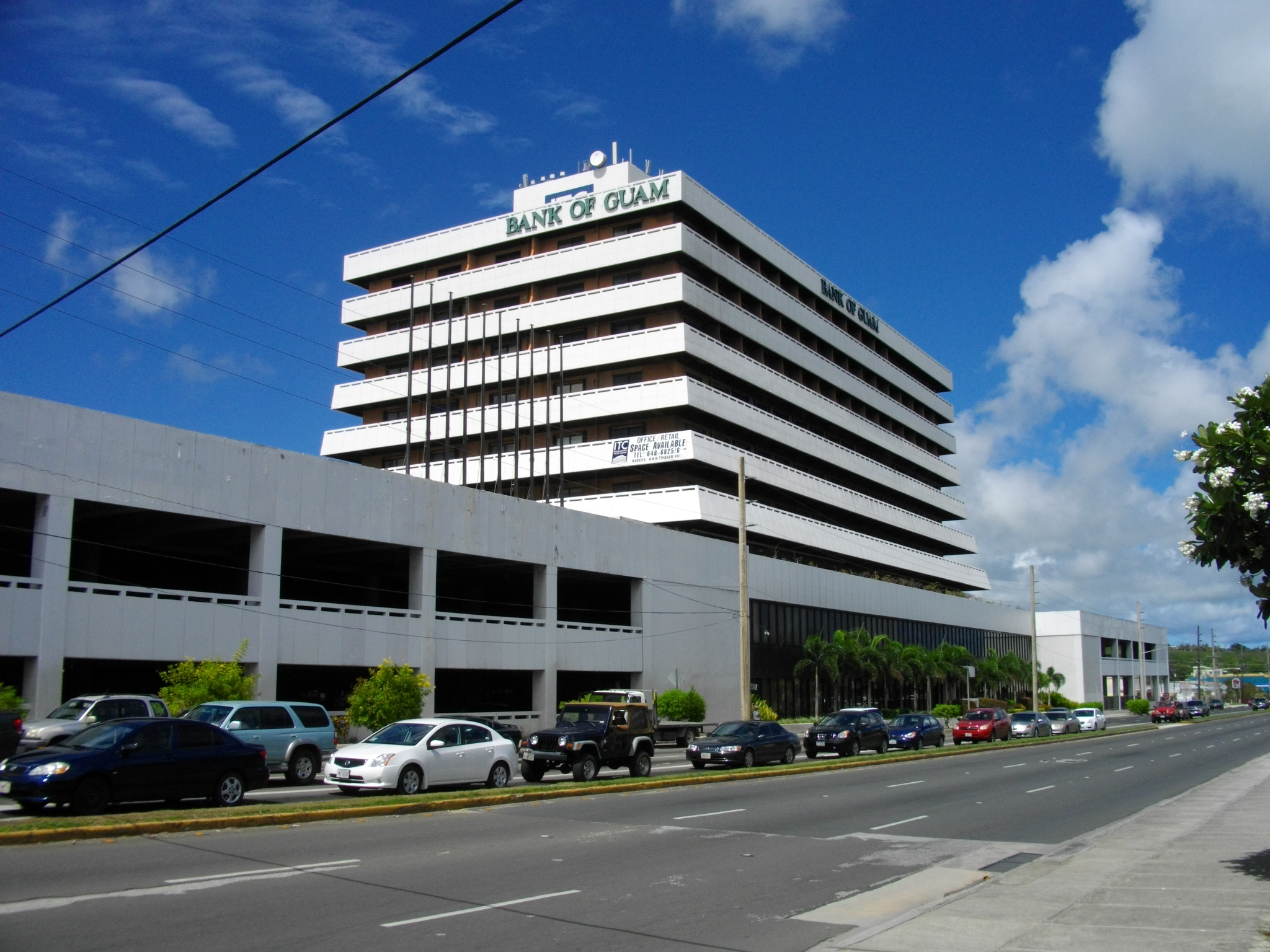
مرکز تجارت بین‌المللی گوآم
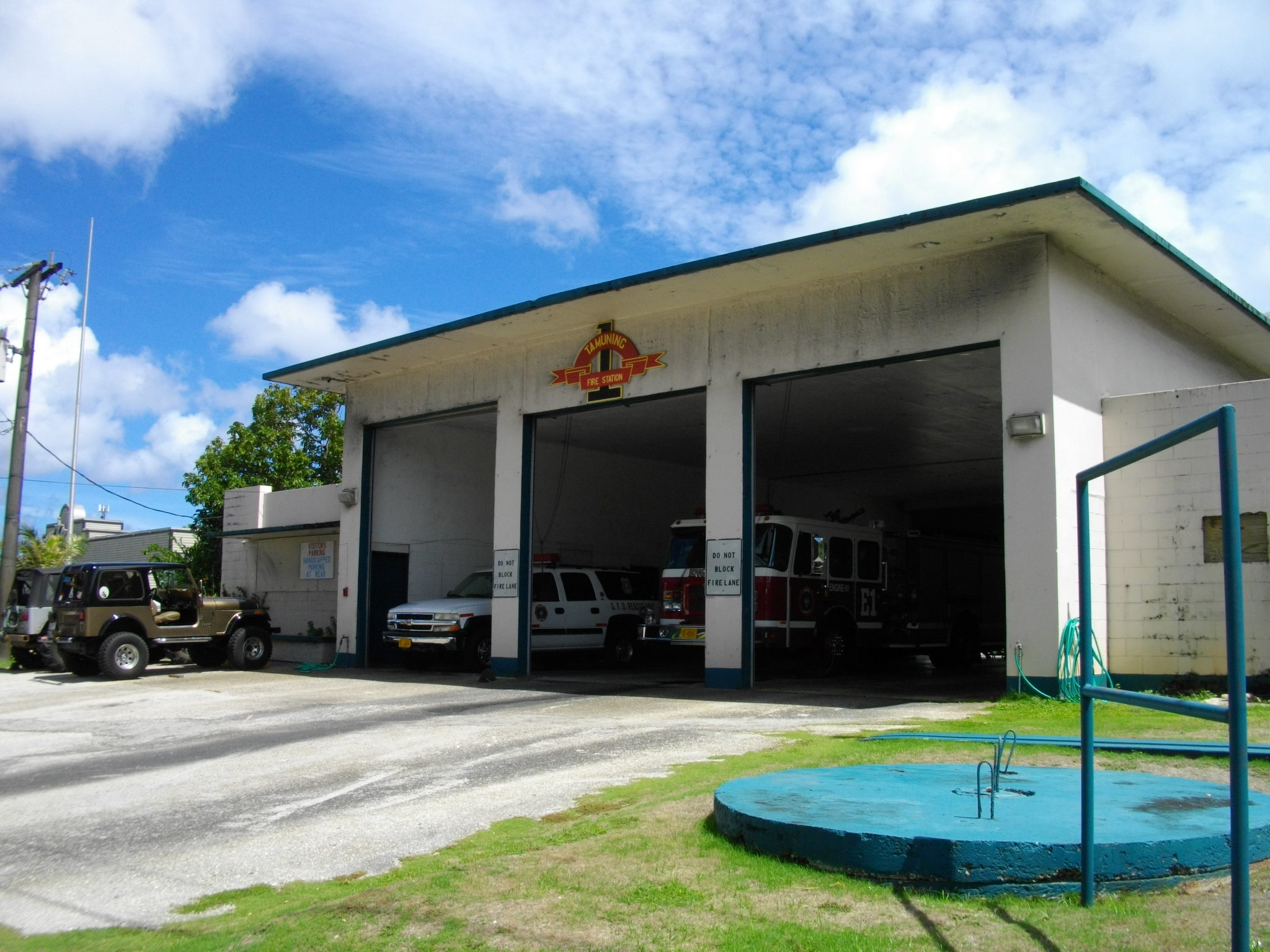
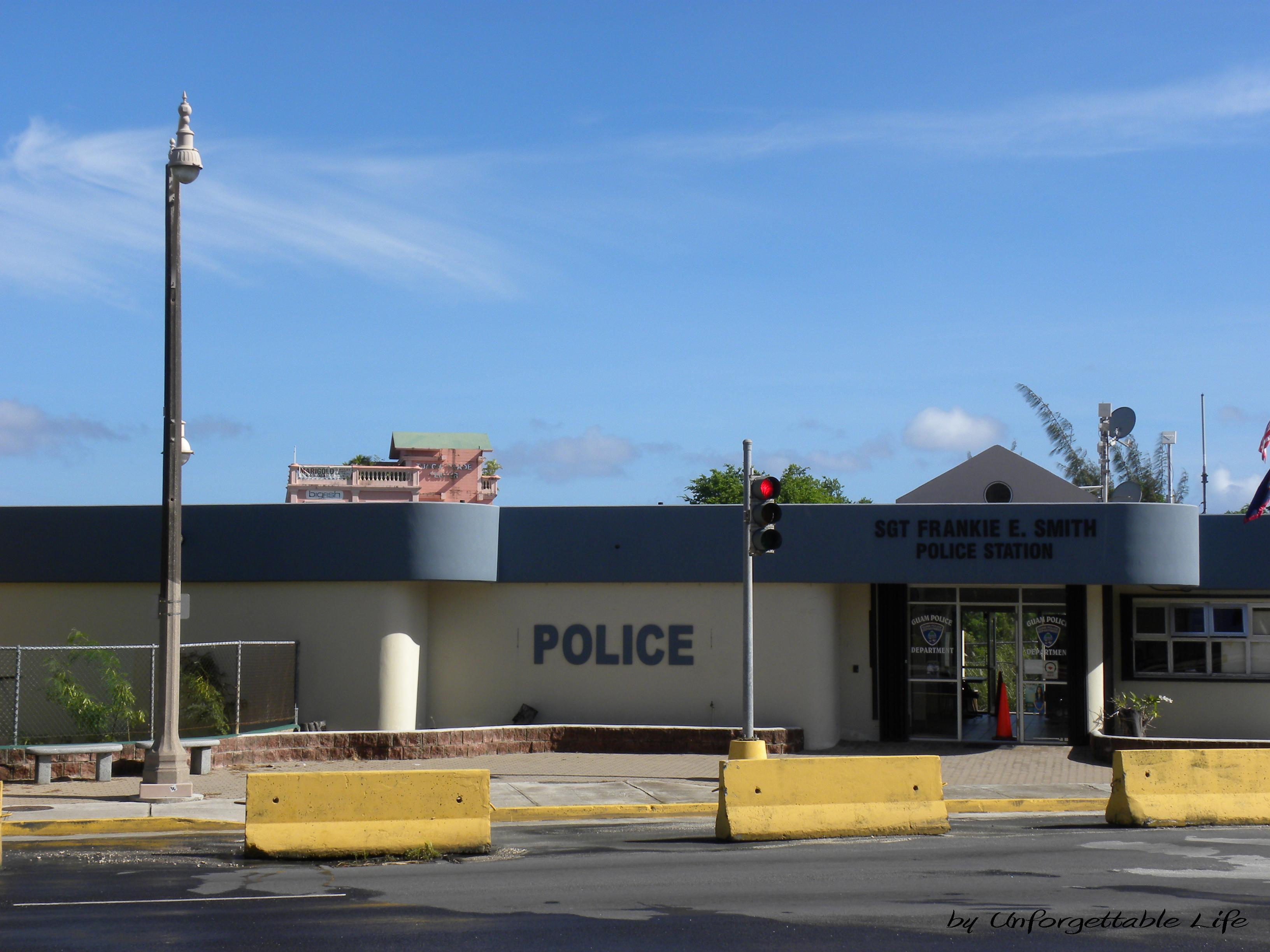
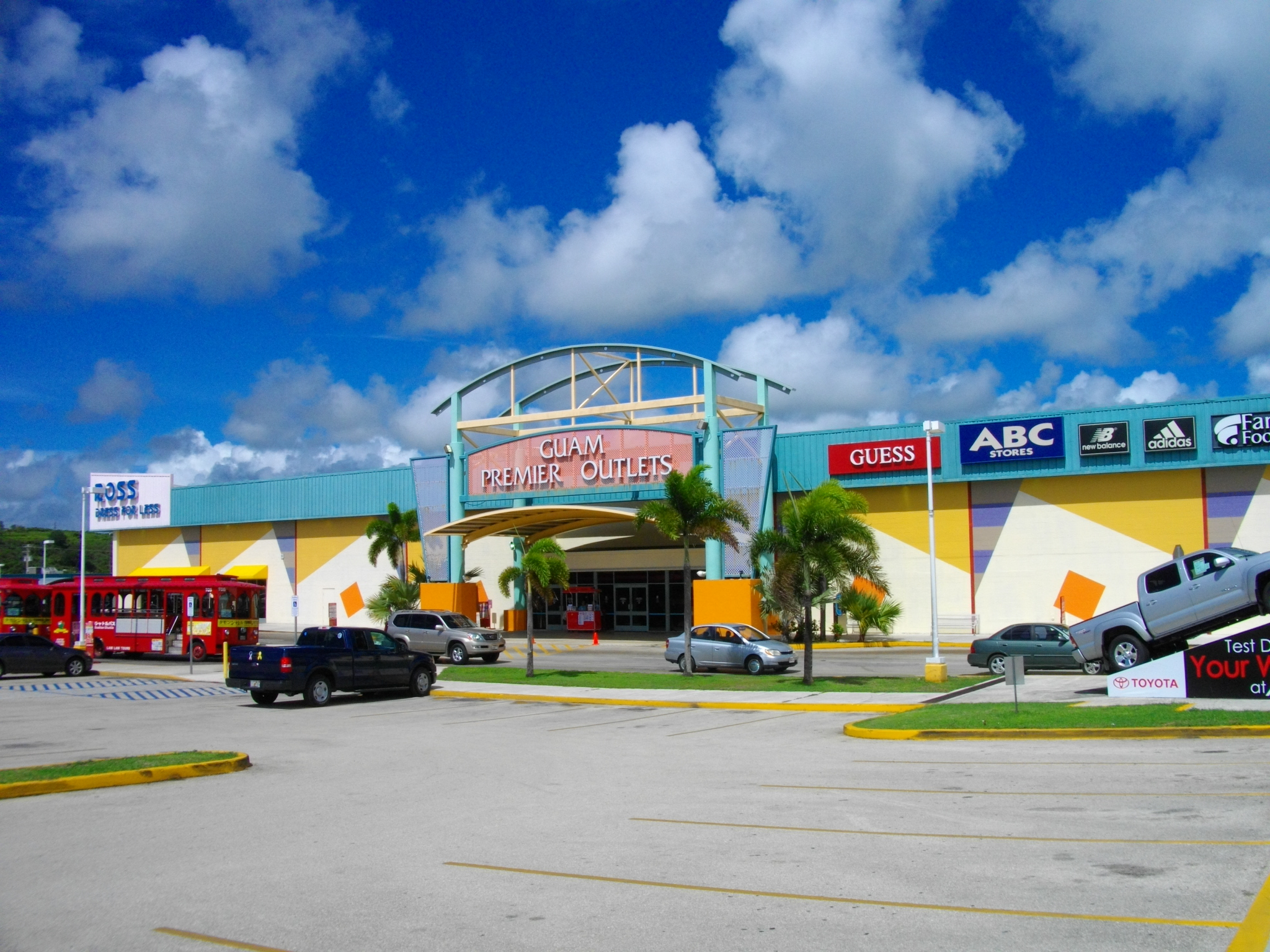
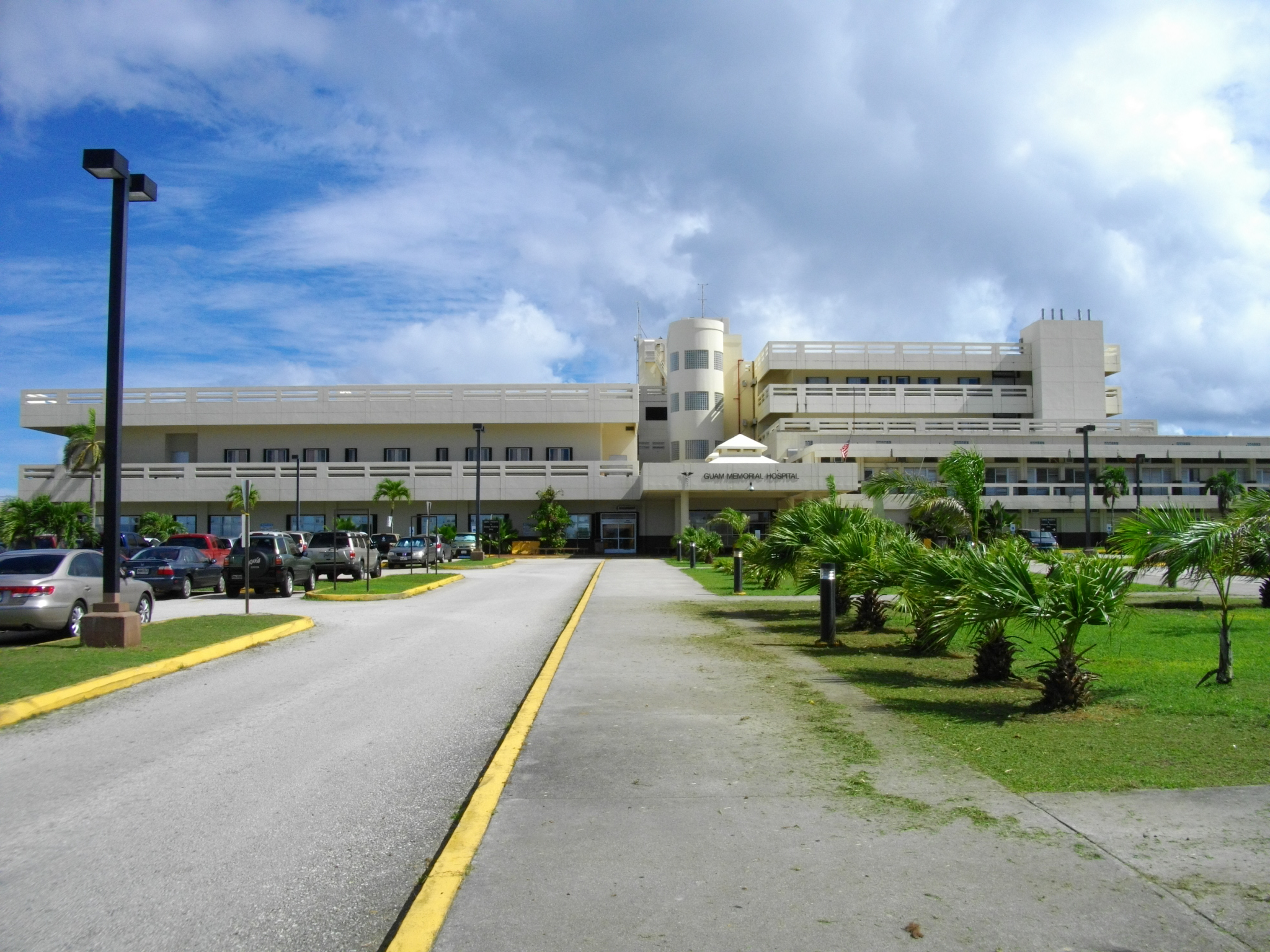